# Georg Friedrich Dürk

Tragegenehmigung des Ehrenlegionskreuzes durch König Ludwig II. von Bayern, 1867

Georg Friedrich Dürk (* 2. Mai 1788 in Meckenheim, Kurpfalz; † 22. Dezember 1877 in Hochdorf) war ein in der französischen Armee hoch dekorierter Soldat deutscher Abstammung. 

## Biografie
Er wurde in Meckenheim, als Sohn des Johann Franz Dürk und seiner Ehefrau Margaretha geb. Michels geboren.
Meckenheim gehörte zur linksrheinischen Kurpfalz. Dieses Gebiet war seit 1795 französisch besetzt und wurde durch den Frieden von Campo Formio (1797), bestätigt durch den Vertrag von Lunéville (1801), offiziell an Frankreich abgetreten. Dürks Heimat zählte nunmehr, bis 1814, zum französischen Département du Mont-Tonnerre, mit Hauptort in Mainz.
1806 zog man Georg Friedrich Dürk zum französischen Militär ein, er wurde in Mainz gemustert und den „Chasseurs à Cheval“ („Jägern zu Pferde“) zugeteilt. Er nahm drei Jahre lang an den Napoleonischen Kriegen in Spanien teil, wobei er die verlustreiche Belagerung von Saragossa (1809) mitmachte. Hierbei wurde der Pfälzer durch 2 Bajonettstiche am Schenkel verwundet und kam ins Lazarett der Festung Metz. Anschließend kämpfte er im Russlandfeldzug. 
Wegen seiner stets gezeigten Tapferkeit und seiner vorbildlichen Dienstauffassung versetzte man ihn zur Garde Impériale Napoleons. Im April 1814 gehörte er zu jenen sieben ausgesuchten Leib-Jägern, die Napoleon nach Fontainebleau begleiteten, wo er nach der Übergabe von Paris abdankte. Am 20. April 1814 geleiteten Dürk und seine Kameraden den entthronten Monarchen nach Schloss Malmaison. Hier verabschiedete er sich nach Dürks Angaben von jedem einzeln per Handschlag, um ins Exil nach Elba zu gehen. Dabei habe er Marschall François-Joseph Lefebvre beauftragt dafür zu sorgen, dass alle sieben Leibgardisten für ihre vielfältigen Verdienste das Kreuz der Ehrenlegion erhalten sollten. Infolge der politischen Verhältnisse kam es jedoch nicht mehr zur Verleihung.     
1815 fiel die linksrheinische Pfalz an das Königreich Bayern und wurde zum bayerischen Rheinkreis. Georg Friedrich Dürk kehrte in die Heimat zurück, heiratet 1817 Elisabetha Langhäuser aus Ruppertsberg und siedelte sich im nahen Hochdorf als Bauer an. Hier erwarb er ein Anwesen in der Hauptstraße und lebte als angesehener und beliebter Bürger bzw. Veteran. 
Nachdem Napoleon Bonapartes Neffe, als Napoleon III., 1852 ebenfalls französischer Kaiser geworden war, zog es Dürk nach Paris, um den einst versprochenen Orden zu erlangen. Da ihn die eigene Familie stets von dem Vorhaben abbringen wollte, unterstützten ihn der katholische Ortspfarrer Martin Ludwig Frübis sowie der Bürgermeister und Zigarrenfabrikant Peter Zimmermann. Sie besorgten dem betagten Mann bei den Behörden die notwendigen Papiere und stellten ihm ein Leumundszeugnis aus. Damit reiste Georg Friedrich Dürk 1867, mit 79 Jahren, nach Paris. Über den bayerischen Gesandten Maximilian Joseph Freiherr Pergler von Perglas gelang es Dürk eine Audienz bei Kaiser Napoleon III. zu erwirken. Dieser war von dem speziell zu ihm gereisten Veteranen und dessen detaillierten Schilderungen über seinen Onkel stark beeindruckt und dekorierte ihn am Ende der Audienz eigenhändig mit dem Kreuz der französischen Ehrenlegion. Außerdem überreichte er ihm 1000 Franc Belohnung und veranlasste eine Rente von 1200 Franc jährlich, die auch tatsächlich bis zum Sturz der französischen Monarchie ausbezahlt wurde. Beim Verlassen des Schlosses, mit dem angelegten Kreuz der Ehrenlegion, präsentierten die kaiserlichen Palastwachen vor Dürk, was er daheim als die größte Ehre bezeichnete, die ihm jemals im Leben widerfahren sei. Sein Sohn Adam holte ihn bei der Rückkehr in Neustadt an der Weinstraße von der Bahn ab und er wurde triumphal in Hochdorf empfangen. König Ludwig II. von Bayern genehmigte am 4. Juli 1867 die Annahme und das Tragen der hohen ausländischen Auszeichnung.
Mit seiner 1865 verstorbenen Frau hatte Georg Friedrich Dürk drei Kinder (zwei Töchter und einen Sohn). Der Veteran starb hochangesehen, am 22. Dezember 1877 und wurde am 25. Dezember feierlich in Hochdorf beigesetzt. Pfarrer Ludwig Zeller hielt eine Gedenkrede und die Kriegervereine Meckenheim, Hochdorf, Böhl, Ruppertsberg und Mutterstadt gaben ihm mit Fahnen und Böllerschüssen das Geleit. Sein Ehrenlegionskreuz lag beim Begräbnis auf dem Sarg.